# GSC3310-1808
GSC3310-1808 — хімічно пекулярна зоря спектрального класу ?, що має видиму зоряну величину в смузі V приблизно  9,9.

## Пекулярний хімічний вміст
Зоряна атмосфера GSC3310-1808 має підвищений вміст Eu та Sr.